# Juan Blas y Ubide
Juan Blas y Ubide (Calataiud, 12 de juny de 1852 - ídem, 25 d'octubre de 1923) va ser un advocat, escriptor i polític aragonès.

## Biografia
Era admirat a la seva ciutat natal per ser saberut i per ser un ciutadà exemplar. Va fer els estudis primaris amb un monjo cistercenc del Monestir de Piedra i del Monestir d'El Escorial, i després va instruir-se en les carreres de Dret i Filosofia a la Universitat de Saragossa.
L'enorme interès per un plet que va haver de defensar per l'ofici que tenia i la bona recepció de la novel·la de Luis María López Allué Capuletos y Montescos, inspirada en la tragèdia shakespeariana Romeu i Julieta, el van fer escriure una altra gran novel·la costumista aragonesa sota el títol de Sarica la borda, que va ser publicada el 1904 i reeditada el 1993. És considerada una de les millors narracions aragoneses de l'època i està ambientada a Maluenda àlies Cerrillares.
Carlista i ideològicament dretà, el 1873 va fugir fins al municipi transfronterer de Baiona amb la proclamació de la Primera República Espanyola. Un parell d'anys més tard, va tornar a Espanya, concretament a Madrid, per a estudiar retòrica i fer-hi algun altre treball petit. Després, va anar novament a Calataiud, on va fundar el Cercle Catòlic d'Obrers i el diari La Derecha, i va ensenyar Retòrica i Poètica al Col·legi de Correa.

## Obra
- Las caracolas cuentos aragoneses. Zaragoza, Abadia y Capapé, 1908?; 148 pág. + 1 hoja; 8º mlla. (18 cm)
- El Licenciado de Escobar: Novela. Zaragoza, Mariano Escar, 1904; 227 pág. + 1 hoj. + 18; 8º mlla. (19 cm)
- Sarica la Borda: Novela de costumbres aragonesas. Zaragoza, Mariano Escar, 1904; 429 pág. + 1 hoj.; 8º mlla. (19 cm). (Reeditada en Zaragoza: La Val de Onsera, 1993)
- Modismos dialectales de Calatayud: (1877): edición facsimilar / recogidos por D. Juan Blas y Ubide; introduzión de Óscar Latas Alegre. Uesca: Publicazions d'o Consello d'a Fabla Aragonesa, 2007; 66 p.; 21 cm